# Cumulonimbus incus
Un cumulonimbus incus (del llatí incus, «enclusa») és un núvol cumulonimbe que ha arribat al nivell de la tropopausa, caracteritzat per la forma d'enclusa que hi apareix a la part superior. Si les condicions atmosfèriques són les adequades, pot arribar a travessar la capa estratosfèrica, desestabilitzar-se i esdevenir un núvol del tipus píleu.